# Hydatella filamentosa
Hydatella filamentosa är en näckrosart som först beskrevs av Rodw., och fick sitt nu gällande namn av Winifred Mary Curtis. Hydatella filamentosa ingår i släktet Hydatella och familjen Hydatellaceae. Inga underarter finns listade i Catalogue of Life.